# 6675 Sisley
6675 Sisley este o planetă minoră (asteroid), cu un diametru de 8,151 km, din centura de asteroizi. A fost descoperită pe 29 septembrie 1973 la Observatorul Palomar de Cornelis Johannes van Houten și a fost numită după Alfred Sisley. 
Obiectul prezintă o orbită caracterizată de o semiaxă mare de 3,0826783 UAi, o excentricitate de 0,18, o înclinație de 1,5692 ° în raport cu ecliptica.